# ایوان (عاشوق)
ایوان ( انگلیسی: Iwan زادهٔ ۱۸۰۰ - درگذشته ۱۸۶۵)، عاشوق اهل ارمنستان بود.

## زندگی‌نامه
وی با نام اصلی هوهانس سارگسیان در ۱۸۰۰ در آستراخان به دنیا آمد .  وی در ۱۸۶۵ در سن ۶۵ سالگی درگذشت.